# Big wall

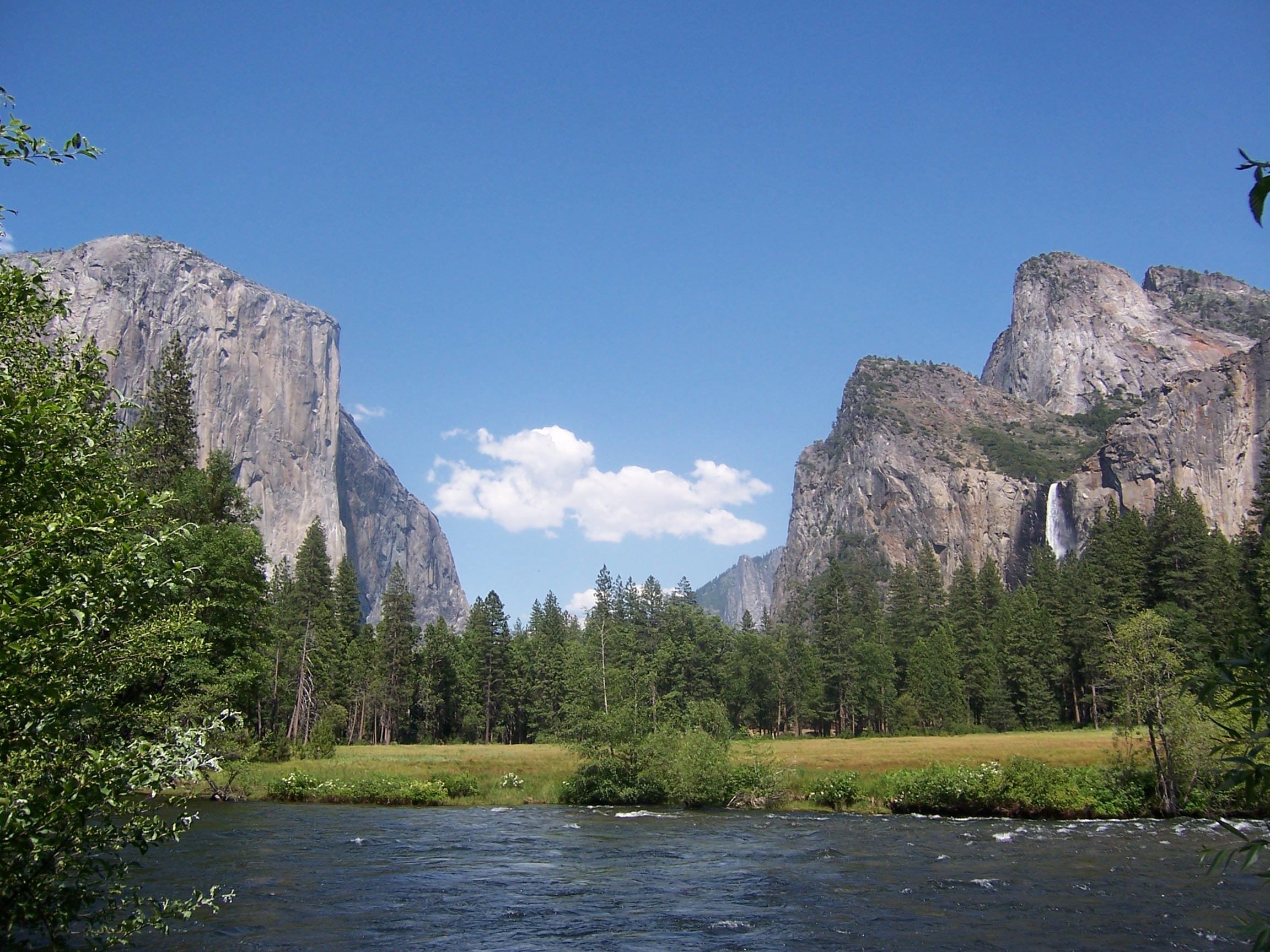
La vallée de Yosemite où est apparue l'expression Big wall.

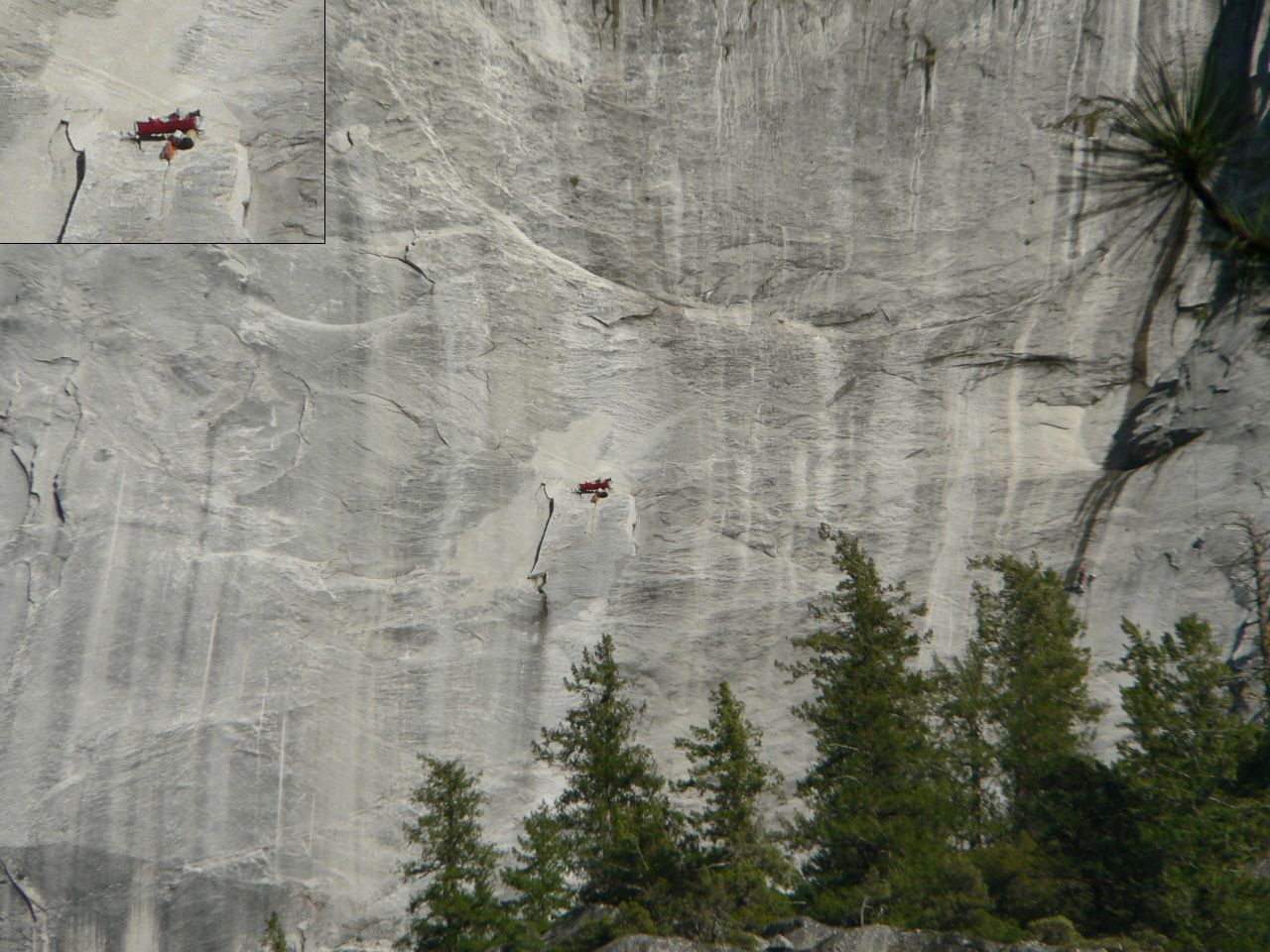
Un bivouac en paroi sur un portaledge.

Un big wall (littéralement « grande paroi, grand mur » en anglais) est une falaise dont l'ascension peut nécessiter plusieurs jours, du fait de sa hauteur (plusieurs centaines de mètres) et de sa difficulté en escalade. L'expression est apparue aux États-Unis dans les années 1950-1960 pour désigner les parois de la vallée de Yosemite, notamment celles du Half Dome et de El Capitan, qui ont été gravies ces années-là, grâce au développement de techniques d'escalade spécifiques. L'expression désigne aujourd'hui à la fois ces parois et les techniques d'alpinisme ou d'escalade utilisées pour leur ascension. Les progrès récents en matière de performance ont permis à des grimpeurs de haut niveau de réaliser certains big walls en moins d'une journée.
Les ascensions sont souvent réalisées en style capsule. Elles durent alors plusieurs jours, voire plusieurs semaines. Les grimpeurs peuvent soit redescendre en rappel et remonter sur corde fixe à l'aide de prussiks ou de jumars, soit dormir en paroi sur des vires, des plateformes rocheuses, des grottes, ou bien suspendus dans des hamacs ou des plateformes (« portaledge ») accrochés à la paroi. Compte tenu de l'importance et de la quantité de matériel nécessaire, elles nécessitent également l'utilisation de techniques de hissage de sacs.
Exceptionnellement, certaines ascensions ont été réalisées en solo intégral, comme c'est la spécialité en particulier d'Alex Honnold.
Les big walls sont parfois gravis en style alpin, c'est-à-dire d'une traite, sans pause et avec un minimum de matériel. Certaines cordées ont ainsi ouvert des voies de très haut niveau (8a) de plus de 1 000 m en plus de 30 heures non-stop dans des conditions extrêmes.
La difficulté d'un big wall est généralement évaluée d'après la cotation en escalade artificielle (A0 à A5) et la durée d'ascension, ou bien d'après une cotation d'escalade libre pour les big walls réalisés en libre.
Les big walls sont assez rares sur la planète, mais certains sont célèbres :
- le parc national de Yosemite (États-Unis) ;
- le parc national de Zion (États-Unis) ;
- le parc national des Arches (États-Unis) ;
- El Trono Blanco (Mexique) ;
- le Troll Wall (Norvège) ;
- les Tours de Trango (Pakistan) ;
- le mont Asgard en Terre de Baffin, réputé l'un des plus durs du monde.